# Прыгин, Владимир Иванович
Влади́мир Ива́нович Пры́гин (род. 13 января 1948) — советский, российский дипломат. Чрезвычайный и полномочный посол (2012).

## Биография
Окончил Московский государственный институт международных отношений (МГИМО) МИД СССР (1971), Дипломатическую академию МИД СССР (1988) и факультеты повышения квалификации при Дипломатической академии МИД России (2002, 2003). Кандидат исторических наук. На дипломатической работе с 1971 года.
- В 1971—1977 годах — референт, атташе, третий секретарь Посольства СССР на Кипре.
- В 1977—1980 годах — второй секретарь Пятого Европейского отдела МИД СССР.
- В 1980—1986 годах — второй, первый секретарь Посольства СССР в Греции.
- В 1986—1988 годах — слушатель Дипломатической академии МИД СССР.
- В 1988—1990 годах — советник Первого Европейского департамента МИД СССР.
- В 1990—1994 годах — советник Посольства СССР, России в Греции.
- В 1994—1996 годах — начальник отдела Третьего Европейского департамента МИД России.
- В 1996—2000 годах — советник, советник-посланник Посольства России в Греции.
- В 2000—2003 годах — заместитель директора Третьего Европейского департамента МИД России.
- В 2000—2004 годах — специальный представитель министра иностранных дел России по кипрскому урегулированию.
- С 11 ноября 2003 по 16 сентября 2008 года — чрезвычайный и полномочный посол Российской Федерации в Габоне[1][2].
- С 14 января 2010 по 17 декабря 2015 года — чрезвычайный и полномочный посол Российской Федерации в Чаде[3][4].

## Дипломатический ранг
- Чрезвычайный и полномочный посланник 2 класса (5 декабря 1998)[5]
- Чрезвычайный и полномочный посланник 1 класса (14 февраля 2006)[6]
- Чрезвычайный и полномочный посол (1 мая 2012)[7]